# Power (Little Mix)
Power è un singolo del gruppo musicale britannico Little Mix, il quarto estratto dal loro quarto album in studio Glory Days e pubblicato il 24 maggio 2017.
Il singolo ha visto la collaborazione del rapper britannico Stormzy.

## Descrizione
Il testo della canzone riguarda l'empowerment femminile e la parità di genere.

## Video musicale
Il video, disponibile sul canale Vevo del gruppo dal 9 giugno 2017, vede protagoniste le quattro ragazze mentre cantano la canzone, in ambientazioni varie, ma sempre e comunque in strada davanti a locali. Il video vede inoltre la partecipazione di alcune delle più note drag queen, tra cui Alaska Thunderfuck, Willam Belli e Courtney Act. Inoltre, nel video sono presenti le madri di tutte e quattro le ragazze.

## Tracce
1. Power (feat. Stormzy) – 4:02 (Dan Omelio, Camille Purcell, James Abrahart, Michael Omari)
2. Power (album version) – 4:07

## In altri media
Power è stato uno dei brani utilizzato per promuovere il Royal Rumble 2018 della WWE.